# Omnium (wielersport)

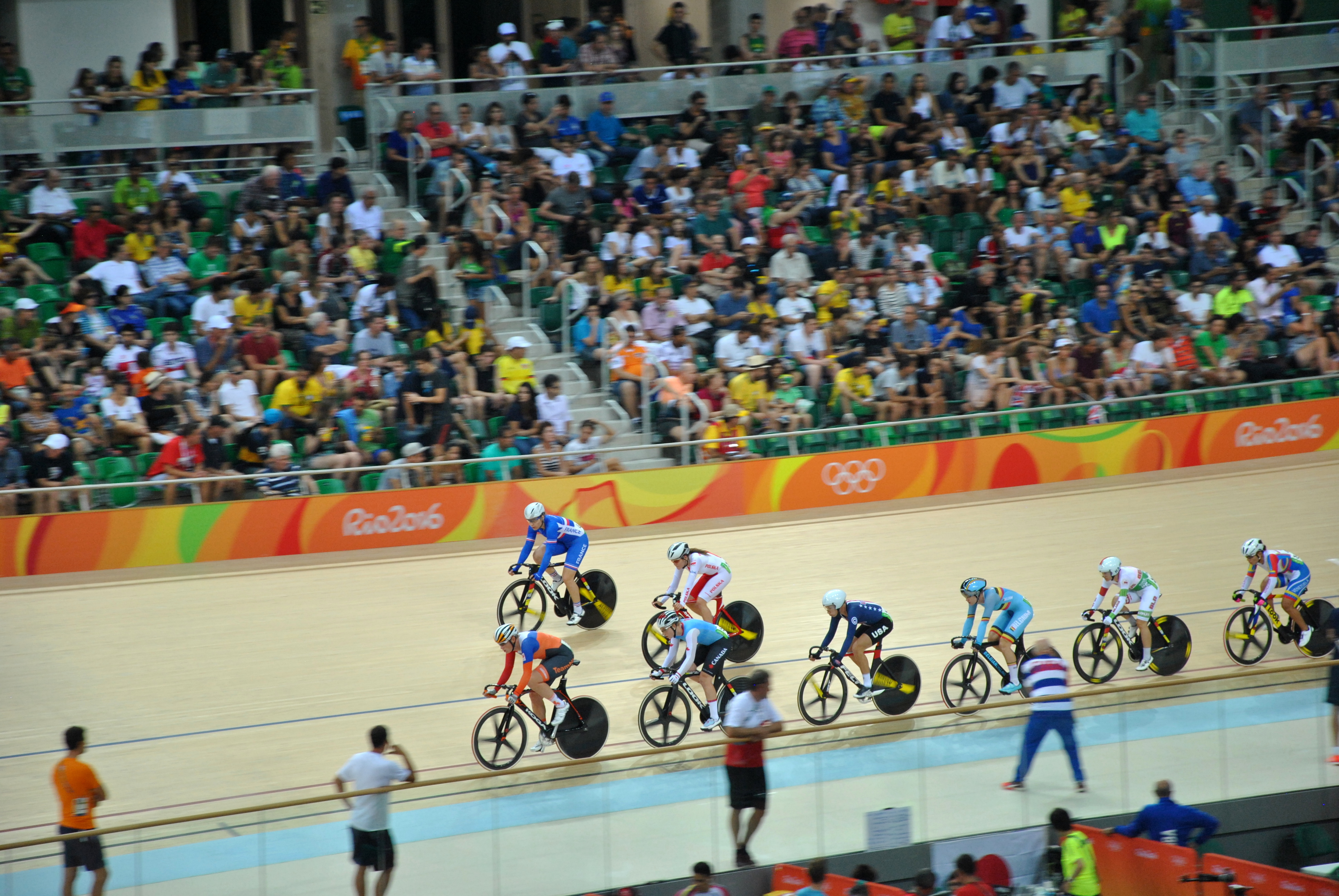
Omnium scratch race tijdens de Olympische spelen in Rio

In het baanwielrennen is een omnium een combinatieklassement.

## Geschiedenis
Er zijn verschillende historische vormen geweest: Het endurance omnium bestond uit vier onderdelen. Eerst reden de deelnemers een afvalkoers, puntenkoers en scratch, waarna de eerste acht in het tussenklassement tegen elkaar reden op een achtervolging over 3.000 meter. Het sprint omnium bestond uit de onderdelen vliegende ronde, afvalkoers, keirin en sprint.
Sinds 2007 staat de omnium op het programma van de wereldkampioenschappen. Hier rijdt men sprint, scratch, achtervolging, puntenkoers en tijdrit. Eind 2009 voegde de UCI een zesde onderdeel toe: de afvalkoers. Tijdens de Olympische Spelen van 2012 en 2016 werd dit zesdelige omnium gereden. In 2016 werden voor de Europese Kampioenschappen de individuele tijdsonderdelen (tijdrit, vliegende ronde en individuele achtervolging) geschrapt en kwam de temporace erbij. Sindsdien bestaat het omnium uit een afvalkoers, scratch, puntenkoers en temporace. Op de eerste drie onderdelen krijgt de winnaar 40 punten, de nummer 2 krijgt 38 en zo steeds 2 punten minder hierachter. Op de puntenkoers tellen de punten gepakt tijdens de sprints en winst-/verliesrondes.

## Regels
Dit zijn de volgorde van de onderdelen en de afstanden per categorie, volgens het UCI reglement.
| Nr | Onderdeel   | Mannen Elite | Mannen Junioren | Vrouwen Elite | Vrouwen Junioren |
| -- | ----------- | ------------ | --------------- | ------------- | ---------------- |
| 1  | Scratch     | 10 km        | 7,5 km          | 7,5 km        | 5 km             |
| 2  | Temporace   | 10 km        | 7,5 km          | 7,5 km        | 5 km             |
| 3  | Afvalkoers  | Afvalkoers   | Afvalkoers      | Afvalkoers    | Afvalkoers       |
| 4  | Puntenkoers | 25 km        | 20 km           | 20 km         | 15 km            |

Tussen de onderdelen moet minstens een half uur pauze zitten. De startvolgorde wordt bij de scratch bepaald door de UCI Omnium-ranglijst, en bij de volgende onderdelen door het tussenklassement van de wedstrijd. Het klassement wordt opgemaakt door de winnaar van een onderdeel, 40 punten te geven, en elke opvolgende plek 2 punten minder. Vanaf plek 21 krijgen de deelnemers 1 punt. De punten van de scratch, tempo race en afvalkoers worden opgeteld bij de uitslag van de puntenkoers om de eindstand van het omnium te bepalen. Wordt een rijder tijdens de scratch of temporace twee keer gedubbeld, dan moet deze afstappen. Bij de uitslag worden daarvoor 40 punten afgetrokken. Als renners na vier onderdelen hetzelfde aantal punten hebben, dan wordt gekeken wie het eerst over de streep kwam bij de finish van de puntenkoers.